# فرانشيسكو أنطونيو أرينا
فرانشيسكو أنطونيو أرينا (بالإيطالية: Francesco Antonio Arena)‏، من مواليد 27 مارس 1889، وأُعدم في بولندا بتاريخ 28 يناير 1945، كان جنرالًا إيطاليًا خلال الحرب العالمية الثانية، اشتهر بقيادة الفرقة 132 مدرعة أريتي خلال معركة العلمين الثانية.